# Сютгьолско езеро
Сютгьолското езеро (на румънски: Limanul Siutghiol) или Канарското езеро е лагуна в Северна Добруджа, Румъния. Разположено е непосредствено на север от град Констанца. Има площ от 20 km² и максимална дълбочина от 18 m. В превод от турски (Sütgöl) името на езерото означава „млечно езеро“.